# 尤斯湖
51°39′15″N 10°20′41″E / 51.6541°N 10.3447°E

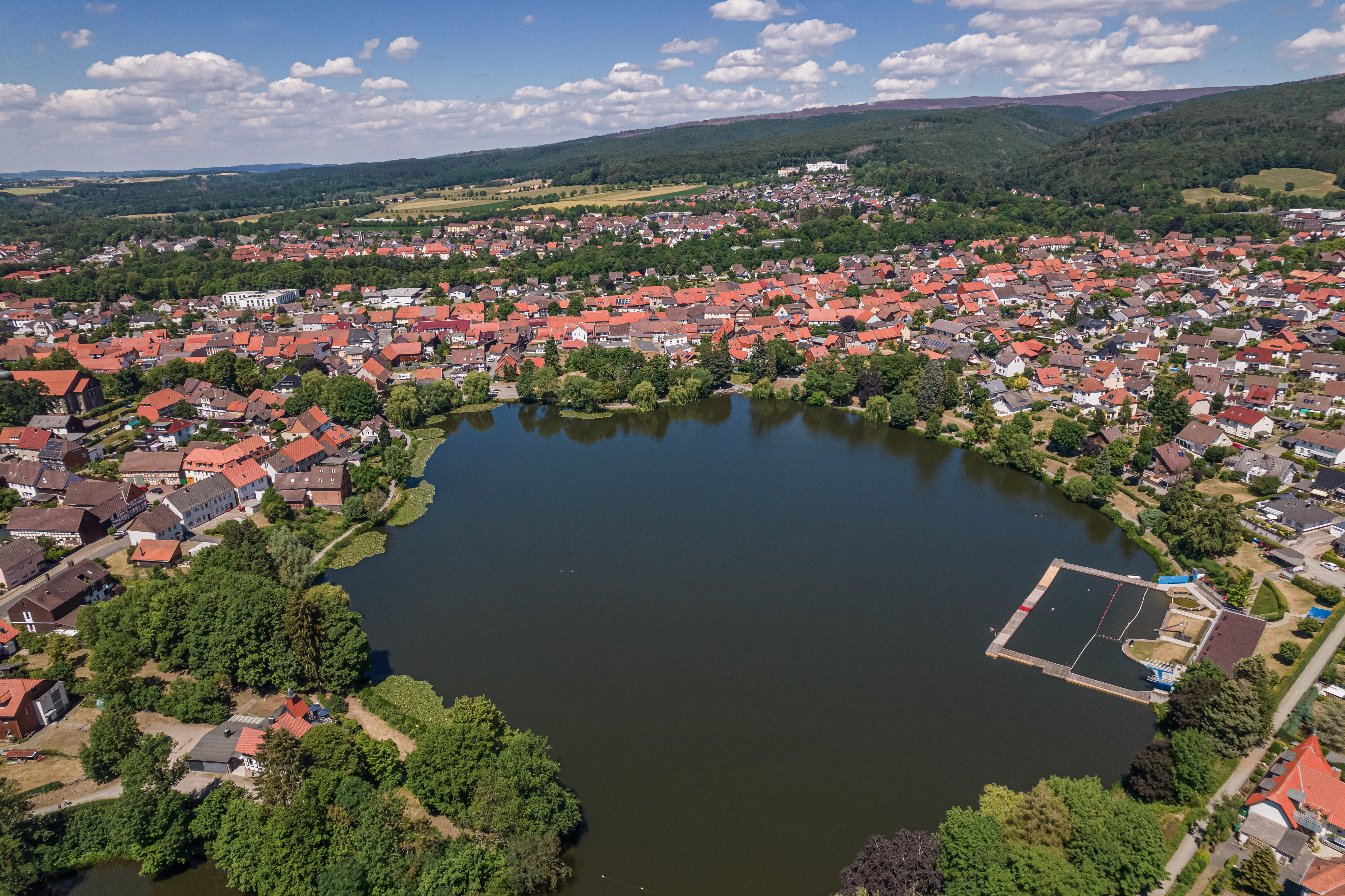

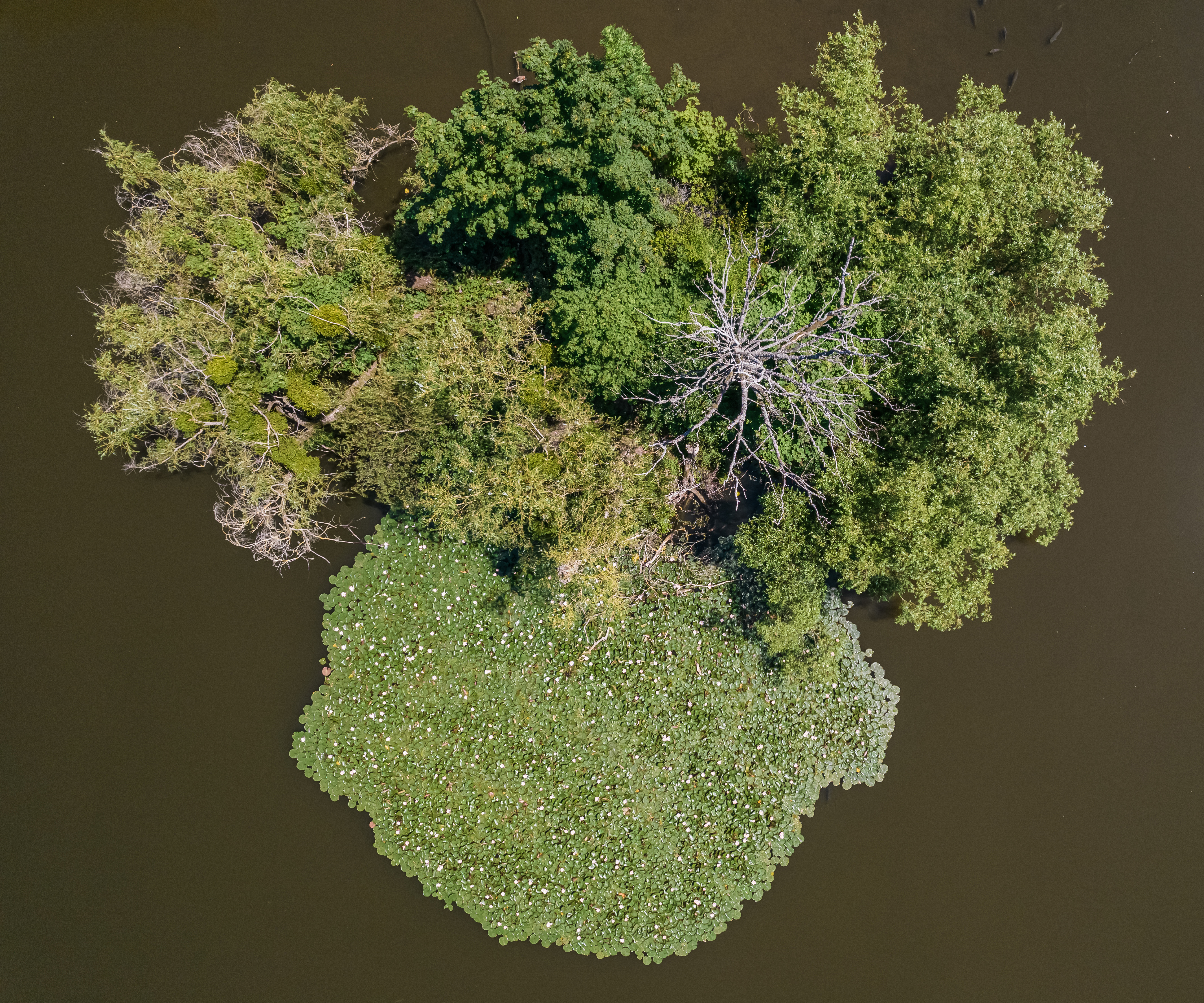

尤斯湖（德語：Juessee），是德國的湖泊，位於該國西北部，由下薩克森州負責管轄，處於哈茨山麓黑爾茨貝格，面積0.07平方公里，海拔高度241米，最大水深29米，湖岸線長度1.2公里。